# Phoenix Film
Phoenix Film Karlheinz Brunnemann GmbH & Co. Produktions KG war eine Filmproduktionsgesellschaft mit Sitz in Berlin, die 1979 von Hans Redlbach und Karlheinz Brunnemann gegründet wurde. Sie ging im August 2013 in der neuen UFA Fiction auf.
Die künstlerische Leitung und der kreative Aufbau wurden von Hans Redlbach bestimmt. Bis zu seinem Tod 1990 wurden sämtliche Produktionen maßgeblich durch seine Ideen und Entwürfe beeinflusst. Dazu gehören insbesondere die Serien Mrs.-Harris-Filme mit Inge Meysel, Rivalen der Rennbahn und Sunnyboys (mit Carl-Heinz Schroth und Johannes Heesters). Zuletzt trieb der Sohn des Gründers Karlheinz Brunnemann, Markus Brunnemann, den Ausbau der Serienherstellung voran.
Zahlreiche erfolgreiche Vorabend-Serien wie Ein Heim für Tiere (ZDF), Jakob und Adele (ZDF), Dr. Stefan Frank (RTL) oder OP ruft Dr. Bruckner (RTL) und Familienserien wie Unser Charly (ZDF), Hallo Robbie! (ZDF) oder der Sat.1-Serie Edel & Starck wurden von der Phoenix Film produziert. Seit 2009 produzierte Phoenix Film Danni Lowinski mit Annette Frier und die Krimi-Serie Flemming für das ZDF.
Der Sitz befand sich auf dem ehemaligen UFA-Gelände an der Oberlandstraße im Stadtteil Tempelhof. Die UFA war Mitgesellschafterin der Phoenix Film.